# Mercedes-Benz SLS AMG
El Mercedes-Benz SLS AMG es un automóvil deportivo Gran Turismo de lujo biplaza de 2 puertas de ala de gaviota, desarrollado por Mercedes-AMG, filial del fabricante alemán Mercedes-Benz en sustitución del Mercedes-Benz SLR McLaren.

## Diseño
Es el primero diseñado en Mercedes-AMG y es descrito por Mercedes-Benz como un sucesor espiritual del 300 SL Gullwing. Se presentó en 2009 en el Salón del Automóvil de Fráncfort y se empezó a vender en 2010.
Fue diseñado en 2007 por Mark Fetherston para ser un renacimiento moderno del Mercedes-Benz 300SL. Tiene un largo capó, el habitáculo está cerca del eje trasero y la parte trasera del vehículo es corta.
Fue desarrollado en conjunto con el Dodge Viper que, en teoría, no tiene nada que ver con el SLS. Sin embargo, un rumor apunta a que sí hay una parte bastante fundamental que comparten ambos bólidos: el chasis. Parece ser que todo comenzó cuando Dodge se encontraba desarrollando el chasis de aluminio que sustentaría al Viper. En aquel momento, Dodge y Mercedes-Benz estaban relacionadas debido a la alianza entre el grupo Daimler y el Grupo Chrysler, actualmente separados y por lo visto los ingenieros de Stuttgart consideraron que la plataforma estaba muy bien desarrollada y la tomaron “prestada”.
También ha adaptado la función de puertas de ala de gaviota pero no como las puertas del SLR McLaren, que son diédricas. Las puertas deben cerrarse manualmente porque los ingenieros de AMG decidieron ir en contra de los sistemas de cierre automático, pues estos sistemas añaden 41 kg (90 lb) de peso al coche. 
El piso del SLS y la estructura interna de la carrocería están fabricados a partir de una combinación de extrusiones de aluminio, fundición y paneles de chapa. El único elemento de acero es una abrazadera que se ejecuta dentro de la fama del parabrisas. La carrocería es de aluminio y fibra de carbono. A pesar del refuerzo sustancial requerido para el diseño de ala de gaviota, se dice que el peso es de solamente 3571 lb (1620 kg), 286 lb (130 kg) menos que el SLR. Tiene una relación peso a potencia de 2,84 kg (6,3 lb)/hp.
En el interior, el SLS ofrece asientos para dos pasajeros, con los asientos bien colocados en la larga distancia entre ejes para una óptima distribución de peso de 48% delante y 52% atrás. Los asientos rígidos se colocan bajos para mejorar el centro de gravedad.
La seguridad es una gran prioridad. Entre el equipamiento estándar tiene ocho airbags: dos frontales, dos laterales, dos de rodilla y dos de ventana. Entre diez y quince milésimas de segundo después de detectarse un volcamiento pernos explosivos en la parte superior del marco de las puertas se activan liberándolas de la carrocería y con la ayuda de manivelas que facilitan la apertura de las puertas se puede salir del vehículo rápidamente en caso de un accidente. Un sistema de frenos antibloqueo, además de un control electrónico de estabilidad (ESC) en tres etapas, vienen incluidos en todas las unidades.
Se han llevado a cabo un total de 35 pruebas de choque durante el desarrollo del automóvil para garantizar que cumpla con todas las regulaciones de resistencia a choques relevantes, incluida la nueva y dura prueba de impacto lateral de América del Norte.
Se han utilizado 30 prototipos disfrazados adicionales como mulas de durabilidad, acumulando más de 620 000 millas (997 790 km) de pruebas en rincones remotos del mundo, incluidas aproximadamente 6200 millas (9980 km) o más de 460 vueltas del "tortuoso" Circuito de Nürburgring en Alemania.

## Mecánica

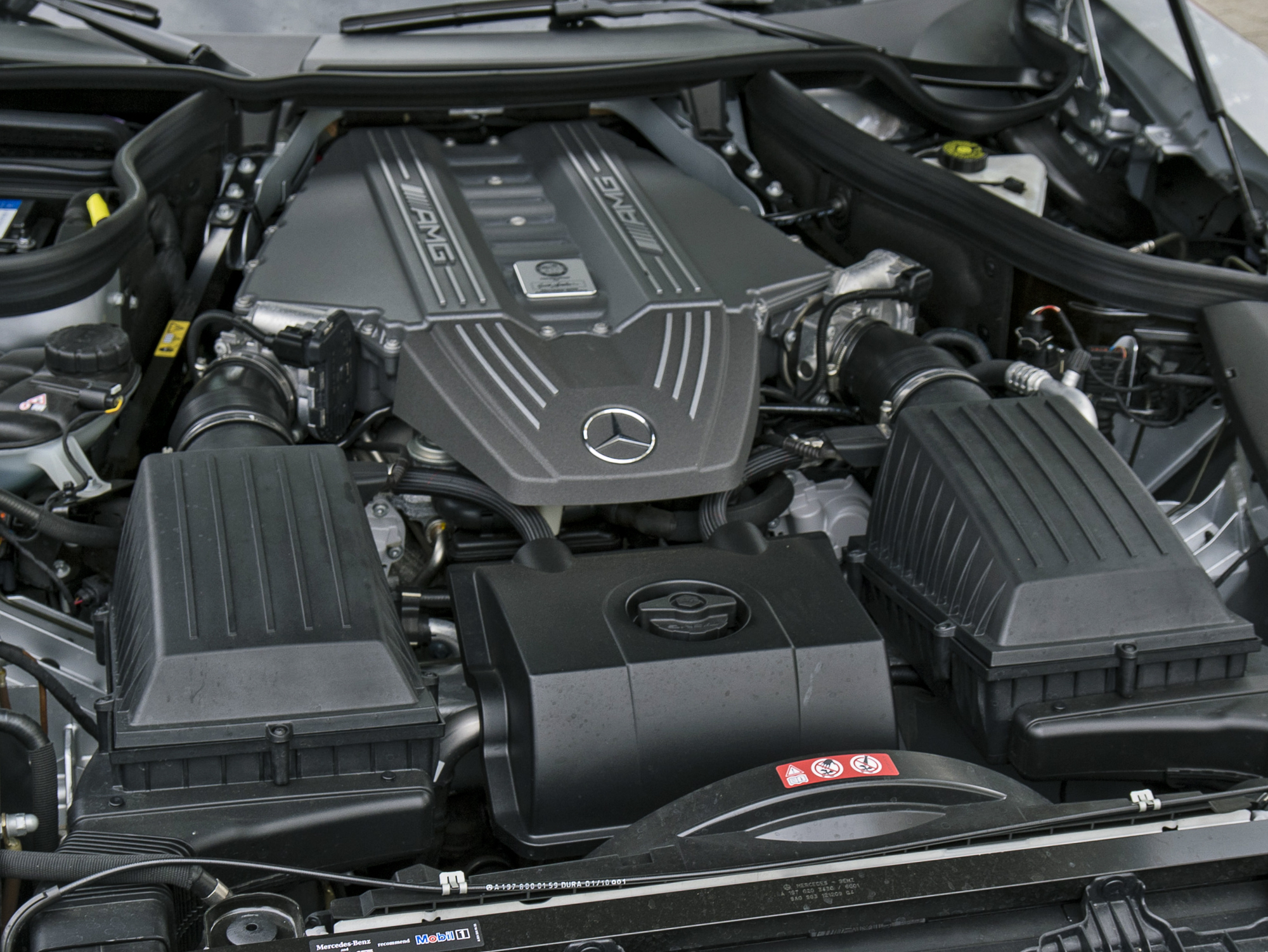
Motor M159.

### Motor
El SLS AMG es propulsado por un motor V8 a 90° de 6208 cm³ (6,2 L; 378,8 plg³), que está situado tras el eje delantero y delante del habitáculo, llamado internamente M159 con 120 componentes reemplazados o alterados que se basa en el AMG M156, pero con modificaciones que incluyen un nuevo cigüeñal de aluminio de bajo peso que lo reduce 9 lb (4,1 kg), quedando en 206 kg (454 lb), para así lograr una mayor potencia de 571 CV (563 HP; 420 kW) a las 6800 rpm y un par máximo de 650 N·m (479 lb·pie) a las 4750 rpm. En comparación con el motor estándar de AMG, este incluye un nuevo sistema de admisión, modificación de válvulas y árboles de levas, el uso de un colector en abanico de tubos de acero de flujo optimizado y la reducción de las pérdidas de presión en el sistema de escape.

### Transmisión

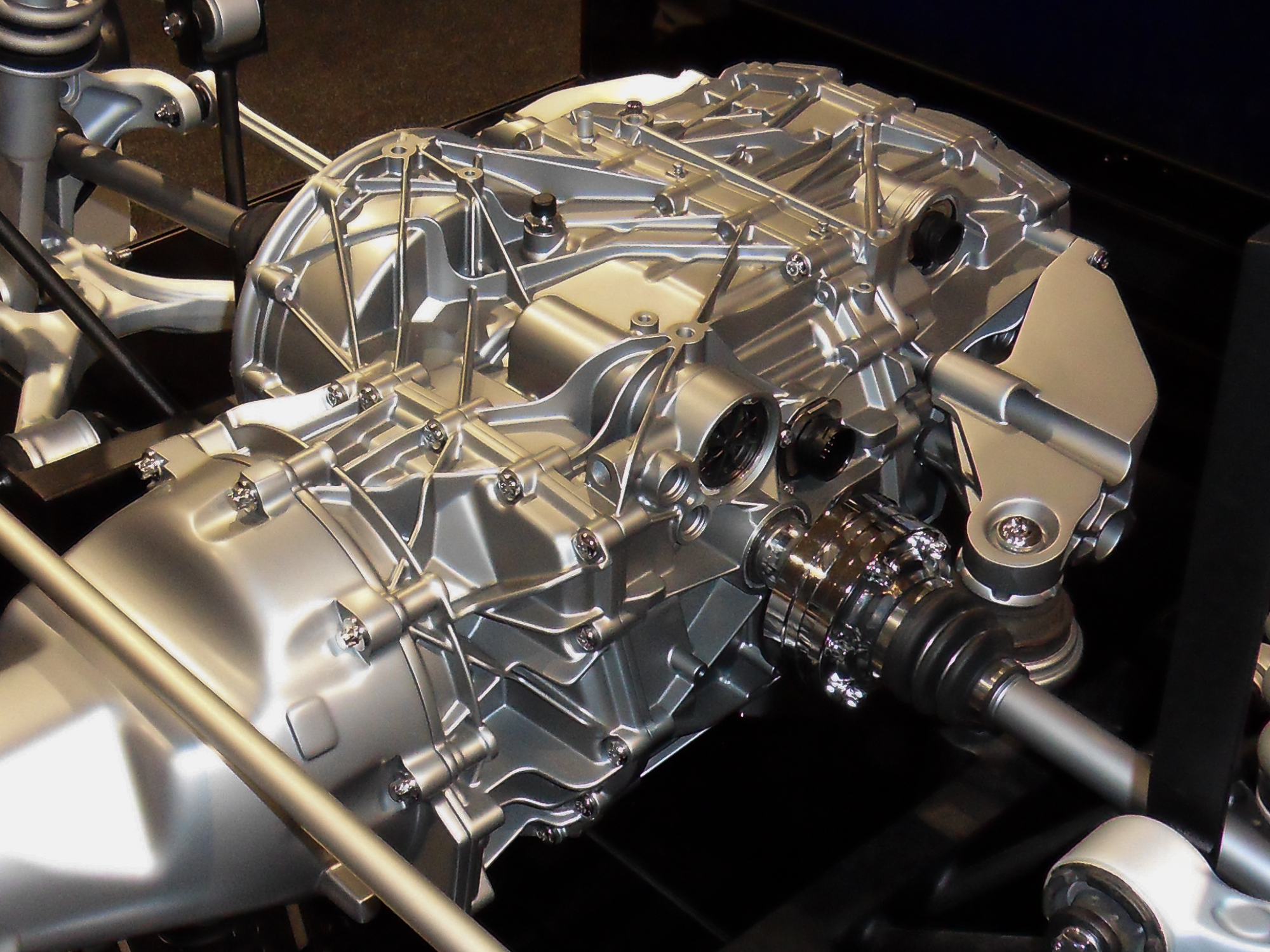
Transmisión DCT Getrag 7DCL750.

El transeje es una nueva caja de cambios de doble embrague semiautomática AMG Speedshift DCT de 7 velocidades más reversa con cambios en el volante, que se envía a través de un eje de transmisión ligero reforzado con fibra de carbono y se transfiere a través de un diferencial de deslizamiento limitado a las ruedas traseras. Tiene cuatro modos de funcionamiento: Controlled Efficiency, Sport, S+ y Manual. También tiene la función Race Start para salir desde parado con la aceleración máxima.

### Frenos y ruedas
Tiene frenos de disco ventilados de compuesto cerámico que proporcionan una mayor potencia de frenado con una reducción del 40% del peso, en comparación con los discos estándar, con medidas 390 mm (15,4 pulgadas) delante y 360 mm (14,2 pulgadas) atrás.
El diseño liviano también fue una consideración clave con las llantas de aleación ligera AMG de peso optimizado, basadas en el innovador principio de formación de flujo para reducir las masas no suspendidas mientras aumenta la dinámica de conducción y la comodidad de la suspensión. Los neumáticos 265/35 R19 x 9,5 pulgadas (48,3 x 24,1 cm) delante y 295/30 R20 x 11 pulgadas (50,8 x 27,9 cm) atrás desarrollados exclusivamente para AMG, garantizan un agarre óptimo.

## Versiones

### SLS AMG GT

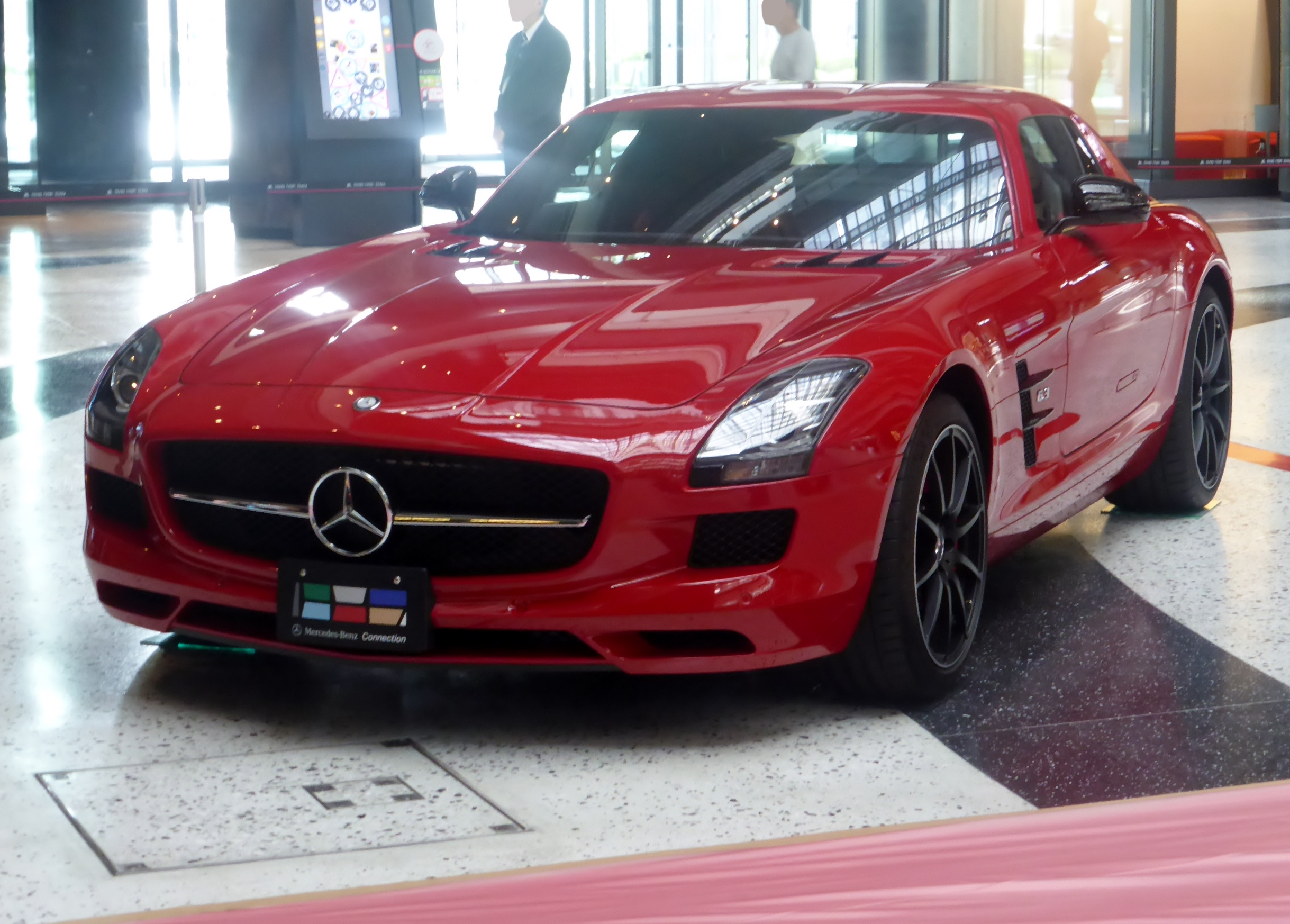
SLS AMG GT en Japón el 18 de junio de 2013.

Recibe el apelativo de “GT” estando disponible tanto en carrocería Coupé como Roadster. Es una versión repotenciada del modelo estándar que aumenta de 571 a 591 CV (563 a 583 HP) (420 a 435 kW) a las 6800 rpm, mientras que el par máximo se mantiene en los mismos valores, lo que le permiten acelerar de 0 a 100 km/h (62 mph) en 3,7 segundos y a 200 km/h (124 mph) en 11,2 segundos. La velocidad punta se mantiene limitada electrónicamente en 320 km/h (199 mph).
También ha sido revisada la caja de cambios, de tal forma que cuando se opta por la inserción manual de las marchas, se realiza de forma más rápida y precisa, respondiendo más diligentemente. Esto influye positivamente en conducción muy deportiva en tramos de montaña o en circuito. Cuando se reducen marchas se ayuda con una maniobra de doble embrague.
Igualmente, la suspensión y el diferencial han sido mejorados bajo el nombre de AMG RIDE CONTROL Performance suspension, con triángulos de aluminio superpuestos, controlada electrónicamente y se ha eliminado el programa “Confort”. Se mantienen las variantes de modo “Sport”, que está pensado para carreteras abiertas al tráfico; y el modo “Sport Plus” para una conducción decididamente deportiva, cuyos tarados son más rígidos y evita las inclinaciones que se producen en estas circunstancias, debido a las transferencias de masas. Ambos modos de suspensión “Sport” y “Sport Plus” pueden ser seleccionados a voluntad del conductor a través de la AMG DRIVE UNIT y en todo momento sabrá cuál es el utilizado con las indicaciones disponibles en el mando y en el "display". Asimismo, se puede ajustar automáticamente el sistema de las leyes de amortiguación.
Con todo esto, su manejo es significativamente mejor respecto al original.

### SLS AMG Electric Drive

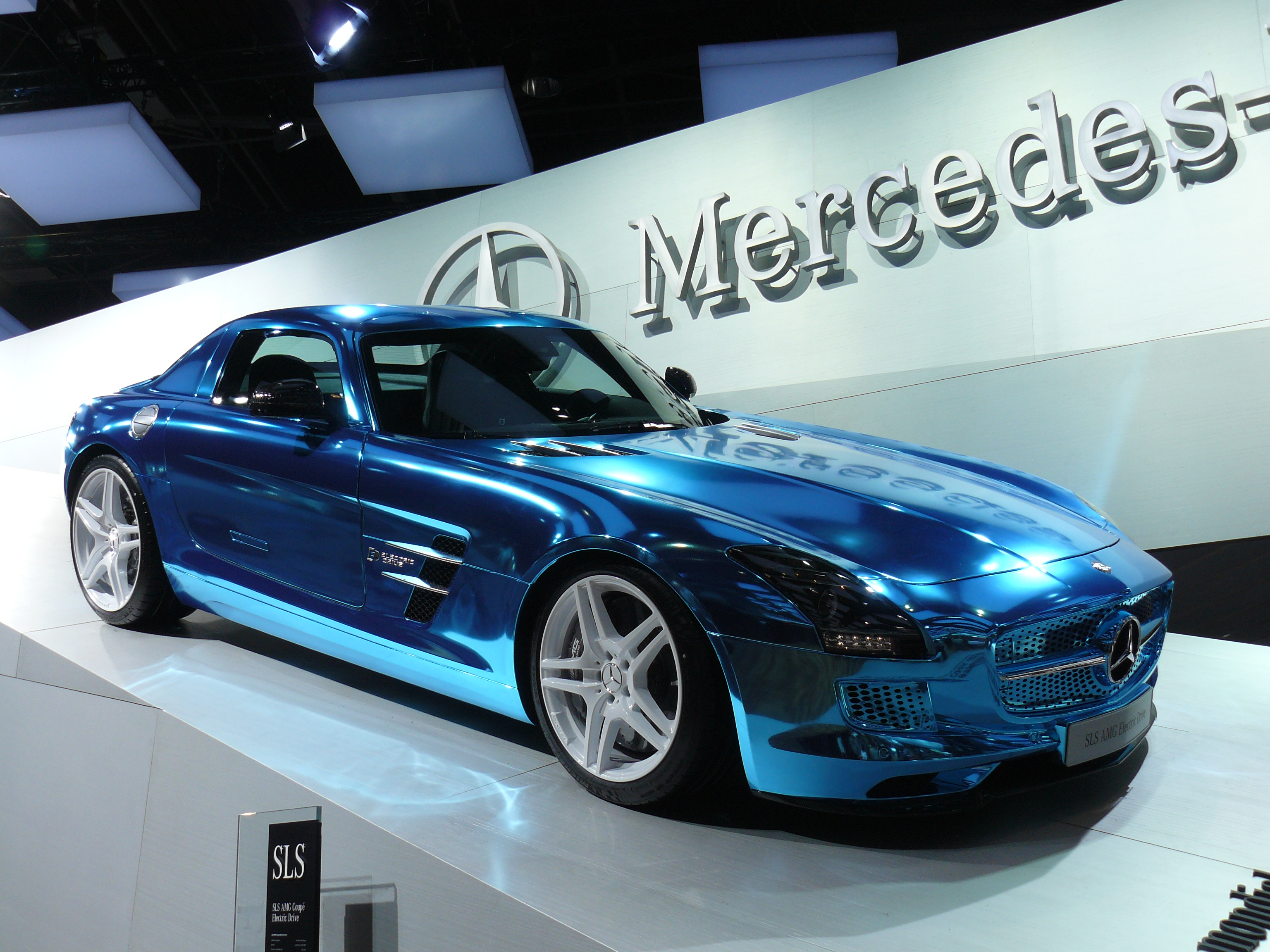
SLS AMG Electric Drive.

Mercedes ha llevado hasta el llamado "Infierno Verde" de Nürburgring Nordschleife el SLS AMG Electric Drive siendo pilotado por Markus Hofbauer. El resultado ha sido un tiempo de 7.56.234 tomado bajo notario, que le permite situarse como el eléctrico de calle más rápido de cuantos han pasado por el "anillo" a solamente unos segundos del prototipo Toyota TMZ EV P001, que sigue ostentando el récord absoluto entre los eléctricos con un tiempo cronometrado de 7 minutos y 47 segundos.
La versión eléctrica anteriormente denominado "E-CELL", tiene cuatro motores eléctricos independientes, uno para cada rueda girando a un máximo de 13000 rpm, que le proporcionan una potencia combinada de 751 CV (741 HP; 552 kW) y un par máximo de 1000 N·m (738 lb·pie) que empujan un peso total de 2166 kg (4775 lb). Acelera de 0 a 100 km/h (62 mph) en 3,9 segundos y una autonomía de 250 km (160 millas), que le proporciona una batería de 60 kWh (216 MJ).

### SLS AMG Black Series

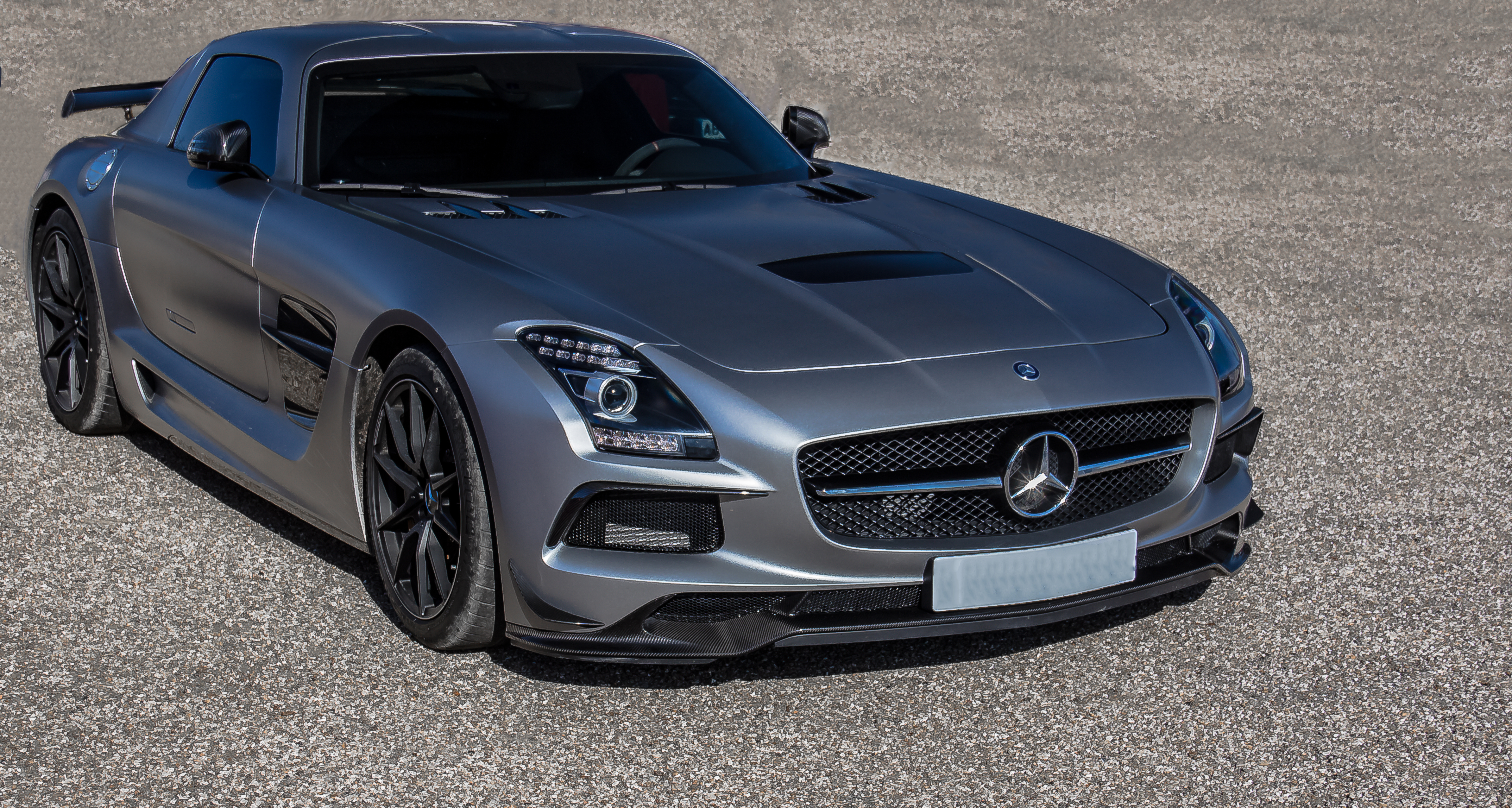
SLS AMG Black Series.

El cuarto modelo Black Series fabricado por AMG es el tope de desempeño de la marca. Su peso se ha reducido en casi 100 kg (220 lb), gracias a que piezas como el alerón, el capó, los parachoques, entre otros que son en fibra de carbono, además mejoran la aerodinámica aumentando la fuerza de agarre, que en el alerón controlado electrónicamente nunca se guarda completamente. Su transmisión es de doble embrague y el tubo de torsión está completamente hecho en fibra de carbono. El escape es de titanio y el interior de alcantara y cuero. Esta edición limitada tiene un diseño inspirado en la versión de circuito SLS GT3. Cuenta con el mismo motor, pero con un peso de 205 kg (452 lb) y una potencia aumentada a 631 CV (622 HP; 464 kW) a las 7400 rpm en lugar de las 6800 rpm de la versión convencional y un par máximo de 635 N·m (468 lb·pie) a las 5500 rpm.
Estaba disponible en colores blanco, amarillo y un tono dorado, contrastado por las pinceladas negras, con lo que Mercedes nos presentaba al SLS AMG Black Series en noviembre de 2012 y lo hacía con una premisa: llevar al Mercedes SLS AMG GT3 del circuito a las calles.
Era capaz de alcanzar los 100 km/h (62 mph) en 3,6 segundos y una velocidad máxima de 315 km/h (196 mph) y homologa un consumo de 13,7 L/100 km (7,3 km/L; 17,2 mpgAm). Cada motor se construye a mano bajo la filosofía de “un hombre, un motor”, en el taller de motores de AMG en Affalterbach.
El paquete aerodinámico ha sido desarrollado con todo lo aprendido en competición por el Mercedes SLS AMG GT3, cuenta con dos configuraciones: El Nivel 1, apto para el día a día. El Nivel 2, listo para su uso en circuito, dando al eje trasero una carga aerodinámica de 50 kg (110 lb) a 200 km/h (124 mph). También cuenta con una suspensión AMG Ride Control nuevamente afinada, más firme.
En su mecánica cuenta con 60 caballos más que un modelo normal, potencia que se ha conseguido aumentando el régimen máximo del motor desde las 7200 rpm a las 8000 rpm. Nuevas geometrías internas, taqués optimizados, árboles de levas modificados y los conductos de la admisión revisados, haciendo de paso más resistentes todos los elementos auxiliares, guías, correas e incluso los apoyos del motor están puestos a punto para su nueva condición. Además, la transmisión sido reconfigurada con un bloqueo de diferencial electrónico con 3 niveles de ajuste que permite su total desconexión.
Asimismo, ha experimentado una pérdida de peso para un total de 1550 kg (3417 lb), logrando una relación peso a potencia de 2,45 kg (5,4 lb)/cv. La fibra de carbono reforzada con polímeros aparece en el eje de la transmisión, consiguiendo un peso de 4,7 kg (10,4 lb). Partes de aluminio de la configuración de su estructura también han sido sustituidas por este material. El capó, el portón trasero, la parte trasera de los asientos, entre otros, han sido configurados en fibra de carbono e incluso la batería cambia y pasa a ser de iones de litio. Las llantas también presentan un ahorro de peso de 4 kg (9 lb) y el escape de titanio aligera el conjunto en 13 kg (29 lb).

### SLS AMG Desert Gold

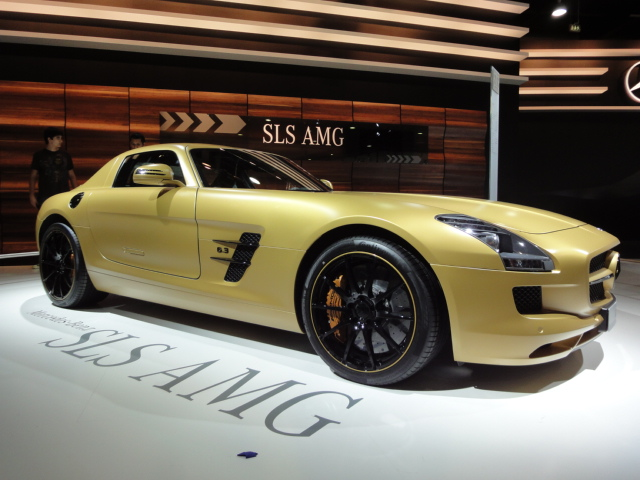
SLS AMG "Desert Gold".

Antes de la inauguración del Salón del Automóvil de Dubái fue mostrado a los potenciales clientes de Medio Oriente su versión especial en el exclusivo color “Desert Gold”.
La primicia real se produjo para un reducido grupo de clientes seleccionados que ya poseen varios coches de la marca, en la exposición de uno de los concesionarios de Gargash, importador de Mercedes en Dubái desde hace más de 50 años.
El color iba a ser una opción exclusiva para el SLS, pero tras la respuesta recibida, AMG ha anunciado que estaría disponible para los demás modelos dentro del programa AMG Performance Studio. En contraste con el dorado que recubre la carrocería de aluminio, los típicos cromados del coche, incluyendo el logo de la estrella, el tapón del depósito y la llantas lucen en negro brillante. El dorado nos recuerda más a la arena.

### SLS AMG Roadster

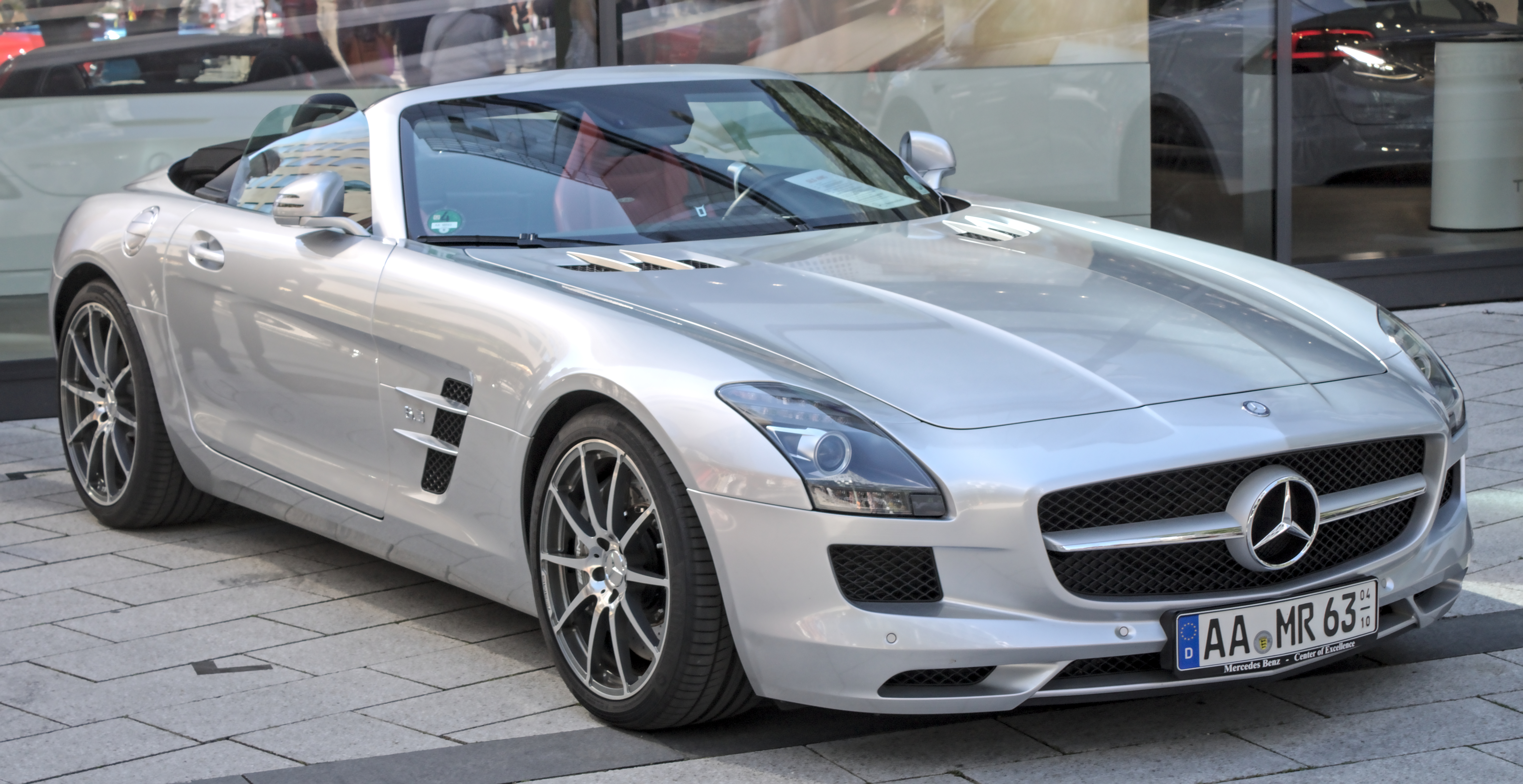
SLS AMG Roadster en Stuttgart el 8 de agosto de 2020.

Esta versión cambia las “alas de gaviota” por un techo de lona que se abre o cierra en apenas 11 segundos y que se puede hacer funcionar rodando a una velocidad de hasta 50 km/h (31 mph).
Las proporciones del Roadster compartidas con la versión coupé, le dan ese aspecto de roadster clásico, pero con ese toque modernizado que tan bien han sabido combinar. El largo capó y la posición del conductor muy atrasada respecto al centro del coche, más la larga batalla y el pequeño voladizo trasero lo hacen un clásico casi que desde que se concibió.
También llegan ciertas novedades estéticas a la gama, como el color "Sepang Brown" y las nuevas llantas en negro mate de 10 radios, con unas medidas de 19 y 20 pulgadas (48,3 y 50,8 cm). En el interior, la única diferencia, a excepción de la falta de techo, son los pequeños twitters de Bang & Olufsen en las esquinas del salpicadero.
El principal cambio está en la capota de lona, de tres capas y montada sobre un esqueleto de magnesio, aluminio y acero. La posición que ocupa una vez plegada en forma de Z está situada tras los asientos. Al contrario de lo que sucede en la mayoría de roadsters con capota de lona, apenas pierde capacidad en el maletero, ya que tanto con la capota abierta como cerrada el volumen del maletero es de 173 litros (45,7 galAm), solamente 3 litros (0,8 galAm) menos que en la versión coupé. Se ha conseguido que todos los refuerzos del chasis más el sistema de la capota aumenten su peso total en solamente 40 kg (88 lb), para evitar así el mermar lo menos posible sus capacidades y prestaciones.

### SLS AMG GT Final Edition
En marzo de 2014 se lanzaría al mercado una versión especial llamada SLS AMG GT FINAL EDITION, cuya producción estaría limitada a 350 unidades y cerraría así la generación del SLS.
La versión FINAL EDITION también estaba disponible con carrocería cupé y descapotable. Las principales diferencias entre el SLS AMG GT y el SLS AMG GT FINAL EDITION son de carácter estético. El FINAL EDITION se distingue por tener más piezas fabricadas en fibra de carbono —como el capó y el alerón trasero, este último es además más grande—, unas llantas de diferente aspecto y unos neumáticos específicos.
El motor es el mismo para ambas versiones que da 591 CV (583 HP; 435 kW), es decir, 20 CV (20 HP; 15 kW) más que la versión estándar. EL FINAL EDITION acelera de 0 a 100 km/h (62 mph) en 3,7 segundos, con una velocidad máxima es de 320 km/h (199 mph) limitada electrónicamente.
La suspensión se denomina «AMG RIDE CONTROL Performance». Comparada con la actualmente disponible en opción para el SLS AMG —«AMG RIDE CONTROL»— tiene unos muelles y unos amortiguadores más duros y carece del programa «Comfort». De este modo, quedan dos programas elegibles mediante el mando «AMG DRIVE UNIT»: «Sport» y «Sport Plus». El primero de ellos es la selección por defecto. Está recomendado para carreteras que no tengan un firme perfectamente liso y donde se requiera un cierto recorrido de la suspensión. El segundo, está orientado a circuitos y pistas con muy buen asfalto.
Los neumáticos de serie tienen unas medidas de 265/35 delante y 295/30 detrás, es decir, son idénticos por tamaño a los de la versión normal, siendo unos específicamente diseñados para el FINAL EDITION con llantas de 19 pulgadas (48,3 cm) delante y 20 pulgadas (50,8 cm) detrás, pero difieren en su diseño.
Hay una placa en la consola con la numeración del vehículo dentro de la serie de 350 unidades. Las opciones disponibles son las mismas que hay para el modelo original, destacando la carcasa de los retrovisores en fibra de carbono, los frenos de discos cerámicos y el «AIRSCARF», solamente para el roadster.

## Ficha técnica
| Versiones                             | SLS AMG                                                          | GT Final Edition                                                 | Black Series                                                     | Electric Drive          |
| ------------------------------------- | ---------------------------------------------------------------- | ---------------------------------------------------------------- | ---------------------------------------------------------------- | ----------------------- |
| Materiales del motor                  | Bloque y cabezas de aluminio                                     | Bloque y cabezas de aluminio                                     | Bloque y cabezas de aluminio                                     | n/a                     |
| Alimentación                          | Inyección indirecta con admisión variable, naturalmente aspirado | Inyección indirecta con admisión variable, naturalmente aspirado | Inyección indirecta con admisión variable, naturalmente aspirado | n/a                     |
| Distribución                          | DOHC 4 válvulas por cilindro (32 en total), con VVT              | DOHC 4 válvulas por cilindro (32 en total), con VVT              | DOHC 4 válvulas por cilindro (32 en total), con VVT              | n/a                     |
| Diámetro x carrera                    | 102,2 x 94,6 mm (4,02 x 3,72 pulgadas)                           | 102,2 x 94,6 mm (4,02 x 3,72 pulgadas)                           | 102,2 x 94,6 mm (4,02 x 3,72 pulgadas)                           | n/a                     |
| Sistema de lubricación                | Cárter seco                                                      | Cárter seco                                                      | Cárter seco                                                      | n/a                     |
| Embrague                              | Dobles multidiscos bañados en aceite                             | Dobles multidiscos bañados en aceite                             | Dobles multidiscos bañados en aceite                             | n/a                     |
| Relación de compresión                | 11.3:1                                                           | 11.3:1                                                           | 11.3:1                                                           | n/a                     |
| Capacidad del depósito de combustible | 85 litros (22,5 galAm)                                           | 85 litros (22,5 galAm)                                           | 85 litros (22,5 galAm)                                           | n/a                     |
| Emisiones de CO2                      | 308 g (10,9 onzas)/km.                                           | 308 g (10,9 onzas)/km.                                           | 308 g (10,9 onzas)/km.                                           |                         |
| Potencia máxima                       | 571 CV (563 HP; 420 kW) @ 6800 rpm                               | 591 CV (583 HP; 435 kW) @ 6800 rpm                               | 631 CV (622 HP; 464 kW) @ 7400 rpm                               | 751 CV (741 HP; 552 kW) |
| Par máximo                            | 650 N·m (479 lb·pie) @ 4750 rpm                                  | 650 N·m (479 lb·pie) @ 4750 rpm                                  | 635 N·m (468 lb·pie) @ 5500 rpm                                  | 1000 N·m (738 lb·pie)   |

## En competición

### Coche de seguridad de la Fórmula 1

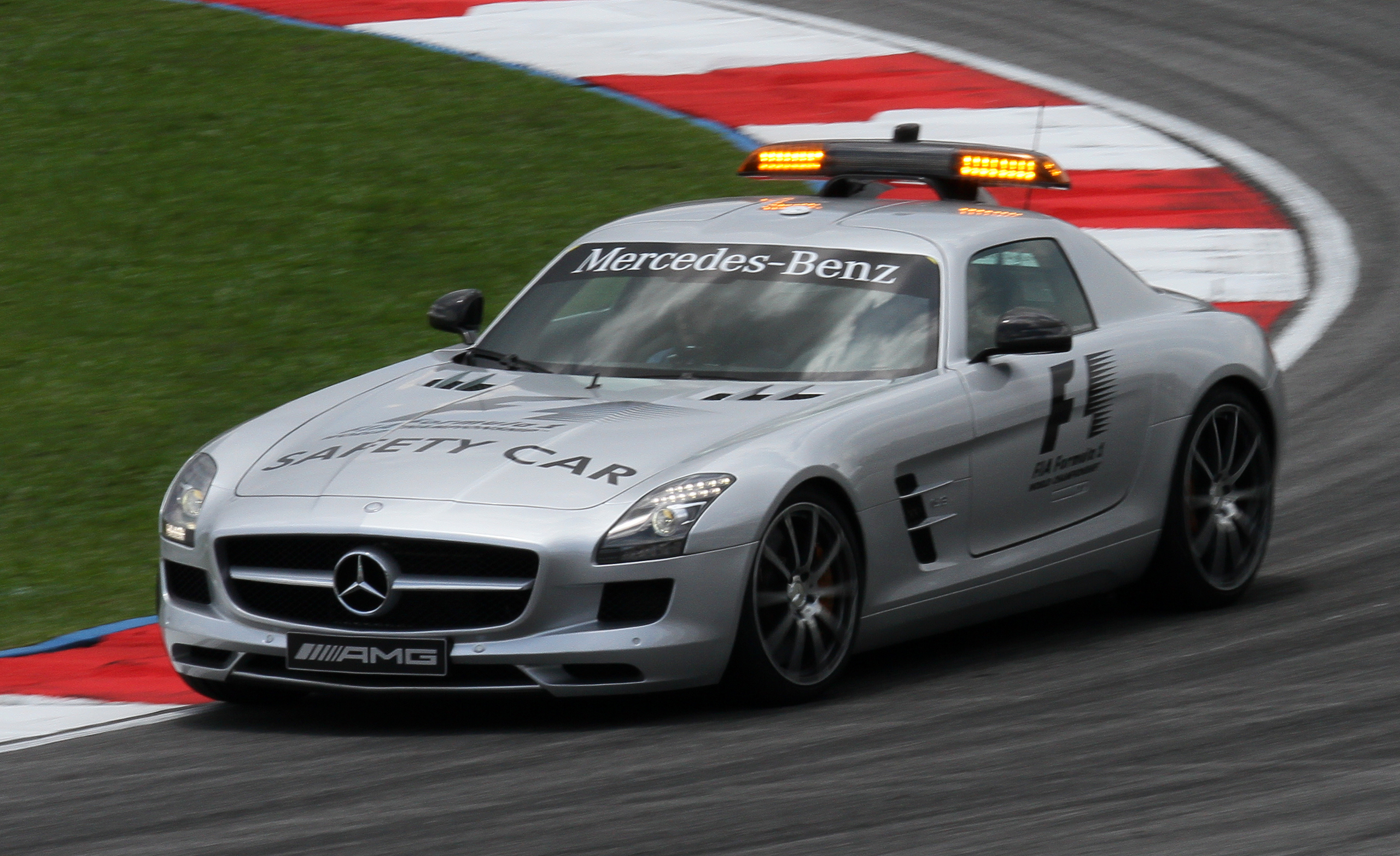
Coche de seguridad en el Gran Premio de Malasia de 2010.

Fue el auto de seguridad oficial de la Fórmula 1 desde 2010 iniciando en el Gran Premio de Baréin, reemplazando al Mercedes-Benz SL 63 AMG que lo fue en 2008 y 2009, siendo pilotado por Bernd Mayländer formado en la DTM y su copiloto Pete Tib-betts. Entre los sistemas que incorporaba el vehículo, destacaban dos cámaras en su parte trasera para ver más fácilmente a los monoplazas que venían detrás.
Mercedes lleva siendo el coche oficial de la F1 desde 1996. Las únicas modificaciones que se han hecho fueron la colocación de cinturones de seguridad de cinco puntos, se ha sustituido la radio por un sistema de visión que permitía controlar las banderas de la carrera y saber así cuando puede volver a pista o entrar en boxes; y la matrícula trasera se ha sustituido por 700 LEDs de color verde.
Continuó activo hasta el inicio de la temporada 2015 cuando comenzó a usarse el modelo Mercedes-AMG GT S F1.

### SLS AMG GT3

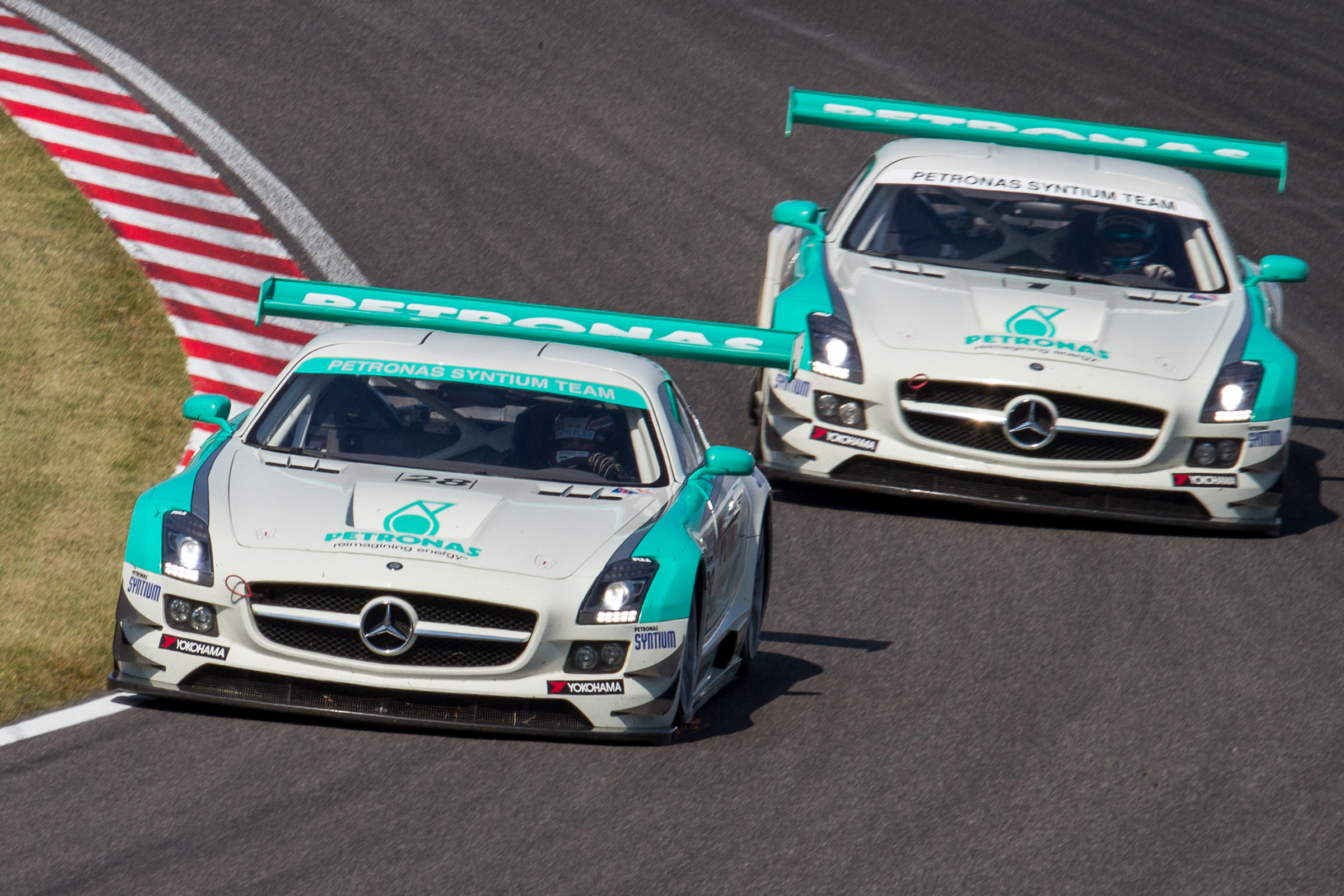
Un par de SLS AMG GT3 Petronas Syntium en la Super Taikyu de 2012 en el Circuito de Suzuka.

Estuvo en la categoría GT3 de la FIA como la versión SLS AMG GT3.
Exteriormente tenía varias mejoras orientadas al circuito, como el uso masivo de fibra de carbono en el capó, difusor y "splitter" -pieza negra situada bajo el paragolpes delantero-, las enormes tomas de aire para la refrigeración de los frenos y el motor, así como el descomunal alerón trasero.
En cuanto al interior, todo lo que no es imprescindible para la competición se ha retirado, como: el climatizador, el navegador y la mayoría de la botones de la consola central han desaparecido para dejar paso a las inserciones en fibra de carbono y la instrumentación propia de un coche de carreras. Se han montado barras antivuelco y el volante ha sido sustituido por uno abierto en la parte de arriba. Las toberas del aire acondicionado que recuerdan al 350 SL Gullwing original se han respetado. También se ha mantenido su apertura de puertas y los 9 LEDs que indican el cambio de marcha como en un F1.
Un paragolpes frontal sobredimensionado con una gran entrada de ventilación en la zona central, faldones laterales con mayor protagonismo, difusor de aire trasero y un alerón en la zaga de gran tamaño configuraban esta versión. En el interior se optó por no ofrecer elementos de confort típicos en un coche de calle. Por su parte, los detalles para las carreras sí que tomarían protagonismo en el habitáculo con unos asientos de competición tipo baquet y un volante deportivo como elementos más destacados. Tenía como rival al BMW Z4 GT3.

## En la cultura popular
"Este no es solamente el mayor automóvil de Mercedes que hizo hasta ahora, en este momento, creo que es el automóvil más grandioso del mundo..."
comentó: Jeremy Clarkson de Top Gear.

Ha aparecido en algunas franquicias y series de videojuegos de carreras, tales como: Gran Turismo, Forza, entre otros.
También aparece en la película Transformers: el lado oscuro de la luna, como uno de los Decepticons llamado Soundwave.
Un modelo plateado aparece en el segundo episodio de la serie The Cape, con la actriz Summer Glau a bordo.